# Avram Iancu (Cermei), Arad
Avram Iancu este un sat în comuna Cermei din județul Arad, Crișana, România. La recensământul din 2002 avea o populație de 101 locuitori.